# Oppacher Mineralquellen
Die Oppacher Mineralquellen GmbH & Co. KG ist ein Getränkehersteller mit Sitz in Oppach in Sachsen. Jährlich werden 70 bis 80 Mio. Füllungen abgesetzt. Zu den angebotenen Produkten zählen unter anderem Mineralwasser, Säfte und Erfrischungsgetränke.

## Geschichte
Richard Wenzel legte 1886 mit einer Destillation und Obstkelterei den Grundstein für das heutige Unternehmen. Wenzel eröffnete das Café Wartburg. In den nächsten 30 Jahren vergrößerte sich das Unternehmen.1915 gründete sich die Firma E. L. Kempe & Co. AG, deren Produkte in den 1930er Jahren Weltruf genießen. Das Café Wartburg und der Betrieb wurden an Kempe verkauft und Kempe E. L. Kempe & Co., Kommanditgesellschaft Oppach O./L. entstand. Das Unternehmen wie auch das Café wurden vergrößert, unter anderem mit einem betriebseigenen Kindergarten.
1948 ging das Unternehmen in Volkseigentum an „Weinbrand Wilthen“ (jetzt Hardenberg-Wilthen) über und wurde Teil der „Lausitzer Früchteverarbeitung Sohland“. 1953 stellte man die Produktion auf alkoholfreie, mit Kohlensäure versetzte Getränke um. Die Hauptprodukte zu jener Zeit waren „Grapefruit-Perle“ und „Orangen-Perle“, welche in der DDR zu hoher Bekanntheit kamen.
1991 übernahm die Odenwaldquelle Heppenheim die Firma. Es wurde die Oppacher Mineralquellen GmbH & Co KG gegründet. 1993 wurde eine neue Abfüllanlage im Oppacher Gewerbegebiet „Wassergrund“ in Betrieb genommen. Der ursprüngliche Betrieb, nahe dem Friedhof zwischen Kastanienallee und August-Bebel-Straße, wurde abgerissen und das Gelände umgestaltet. An dieser Stelle befindet sich nun unter anderem ein Supermarkt. Die Oppacher Mineralquellen wurden immer wieder erweitert und investierten im nachfolgenden auch in eine PET-Flaschen-kompatible Anlage. Dadurch entwickelte sich aus dem einstigen Familienunternehmen ein europäischer Brunnenbetrieb, welcher 1998 mit dem neuen Geschäftsleiter Eric Schäffer an den regionalen Markt ging.

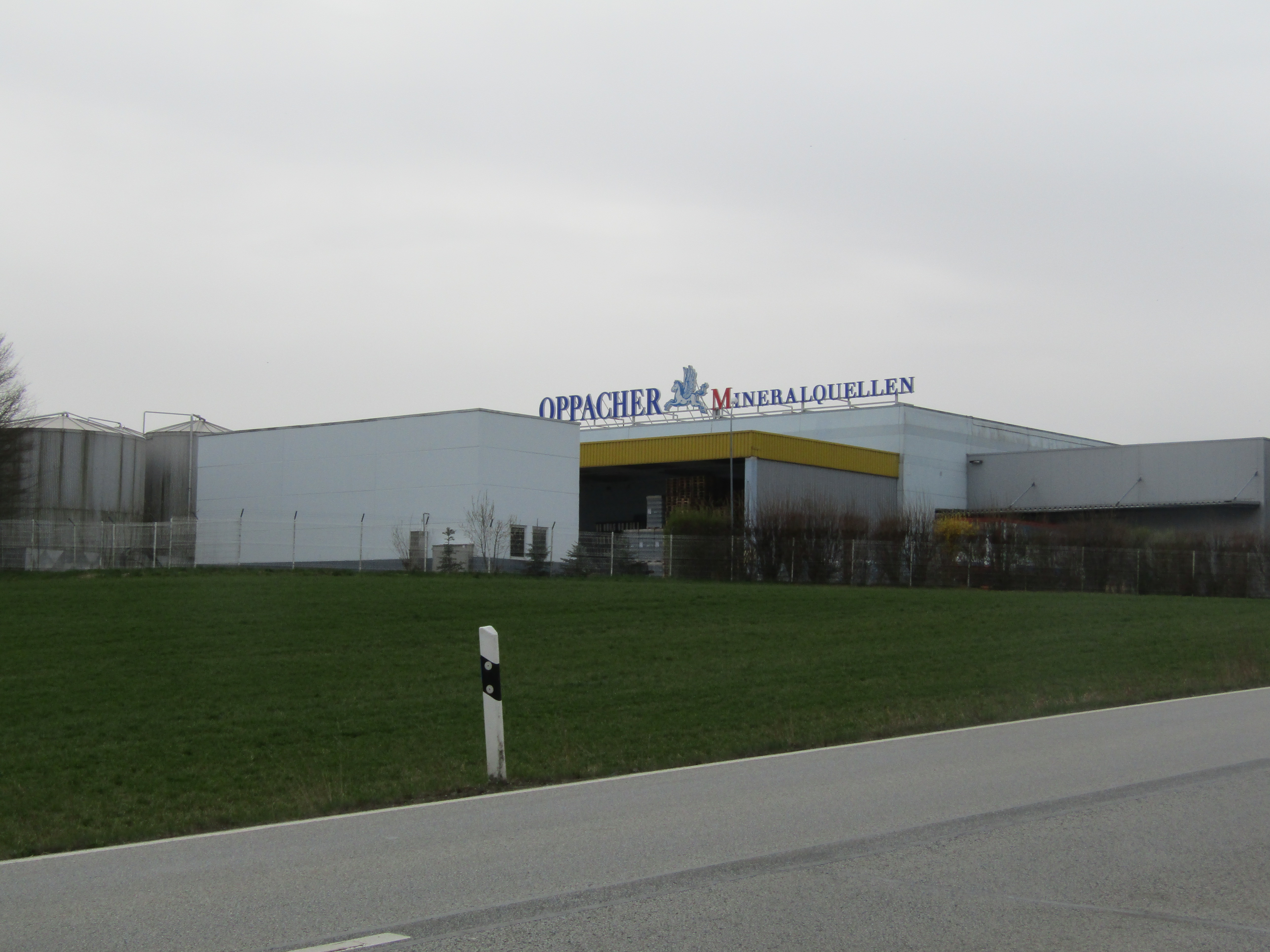
Oppacher Mineralquellen

Die Actris AG, zu der auch die Freiberger Brauhaus AG gehört, übernahm 2000 den Mineralbrunnenbetrieb. 2004 erhielt das Unternehmen für seine Marketingleistungen den „Dresdener Marketingpreis“ und den „Oberlausitzer Unternehmenspreis“ für ihr wirtschaftliches Engagement in der Region.
In der Oberlausitz wurde Oppacher schnell bekannt und erhielt 2005 den Titel „Botschafter der Oberlausitz“. Anfang 2007 wurde Oppacher Mineralquellen von der Actris AG getrennt. Geschäftsführer ist Eric Schäffer.

## Marketing und Vertrieb

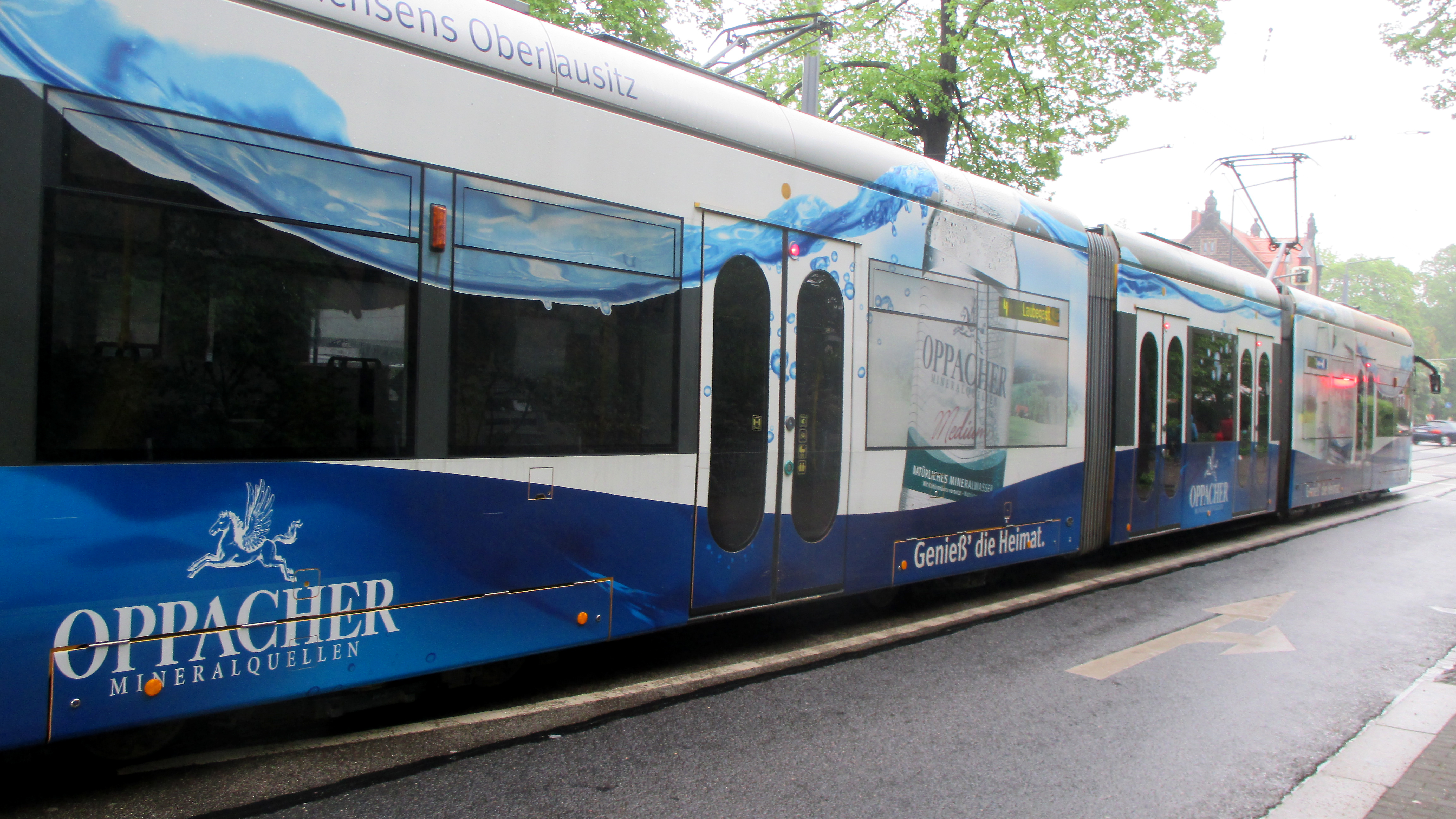
Dresdner Verkehrsbetriebe – Straßenbahn mit Sonderbeklebung Oppacher Mineralquellen

Eine Straßenbahn der Dresdner Verkehrsbetriebe wurde als Werbefläche für die Oppacher Mineralquellen beklebt. Seit 2019 fährt sie auf verschiedenen Linien im Stadtgebiet von Dresden.
Die Produkte des Unternehmens werden in Sachsen, Süd-Brandenburg und in Teilen von Thüringen und Sachsen-Anhalt angeboten.

## Zertifikate / Auszeichnungen / Teilnahmen
- 1996 Zertifizierung nach EU-Ökoaudit
- 1998 Aufnahme in die „Umweltallianz Sachsen“
- Seit 1999 Musterbetrieb für Ausbildung von Umweltbetriebsprüfern
- 2004 Dresdner Marketingpreis
- 2005 Zertifizierung nach DIN EN ISO 14001:2005
- 2009 Vergabe des Superior Taste Award für Oppacher Mineralwasser Medium
- 2011 Vergabe des Superior Taste Award mit 3 Sternen für Oppacher Mineralwasser Medium

## Brunnen
Das Unternehmen verfügt über elf Brunnen rund um Oppach, aus denen das Quellwasser gewonnen wird. Die Tiefe der Brunnen reicht von 200 bis 300 Meter. Sie befinden sich direkt im Landschaftsschutzgebiet des Oberlausitzer Berglandes. Es wird geprägt vom Ausläufer des Egertalvulkanismus – dem größten zusammenhängenden Granitblock Europas. Regelmäßig werden neue Quellen erkundet.

## Sortiment
Pegasus ist das Markenzeichen auf den Etiketten.
- Mineralwasser
  - Medium
  - Classic
  - Naturell
- Perlen
  - Orangen Perle
  - Grape Perle
- Cariba Cola (Cola mit Guaranáextrakt)
- Bittergetränke
  - Bitter Lemon
  - Ginger Ale
  - Tonic Water
- Oppes
  - Oppes Exotic
  - Oppes Himbeere
  - Oppes Orange
  - Oppes Zitrone
  - Oppes Citrus-Kaktus
- Fruchtgetränke
  - Vitamina Plus
  - Vitamina 10
  - Tee & Frucht Exotic
  - Tee & Frucht Africana
- Schorlen
  - Apfelschorle
  - Leichte Schorle Apfel
  - Leichte Schorle Apfel-Kirsch-Holunder
  - Leichte Schorle Apfel-Birne
  - Leichte Schorle Früchte des Gartens
- Balance Apfel-Pflaume
- Oppacher Still Plus
  - Zitrone-Limette
  - Apfel
  - Schwarze Johannisbeere
- Fresh Water
  - Pfirsich Pfirsich
  - Grüner Apfel
- Leichte Schorle
  - Apfel-Kirsch-Holunder
  - Apfel-Birne
  - Früchte des Gartens
- AQUABio
  - Apfel-Birne
  - Schwarze Johannisbeere – Traube – Zitrone

## Sponsoring
- Dresdner Eislöwen
- AOK Sachsen / Thüringen
- Eissport Weißwasser
- Golfclub Dresden
- Landessportbund Sachsen